# Boszniai bánság
A Boszniai bánság (bosnyákul Banovina Bosna) középkori délszláv állam volt a mai Bosznia-Hercegovina (részben Dalmácia, Szerbia és Montenegró) területén. Formálisan a Magyar Királyság hűbérese volt, de a gyakorlatban jelentős önállósággal rendelkezett. A bánság 1377-ig állt fenn, amikor Tvrtko Kotromanić bán királlyá koronázta magát. 

## Története
1136-ban II. Béla király meghódította Boszniát és Rámát. Ötéves másodszülött fia, László számára létrehozta a Bosznia hercege címet, de a gyakorlatban Boszniát az általa kinevezett bánok kormányozták. 1139-ben az addigi magyar, horvát és dalmáciai királyi koronája mellé felvette a Ráma királya címet is (Ráma alatt a három évvel korábban meghódított két területet értették együttesen). Az első bosnyák bán, akit névről ismerünk, Borics bán. Először 1154-ben említik, amikor a magyar-bizánci háború során Belos bánt kísérte Barancs ostroma alatt. Részt vett 1167-ben a zimonyi csatában is, ami után Bosznia bizánci uralom alá került.

### Kulin bán
Manuél Komnénosz bizánci császár 1180-ban nevezte ki bánná a boszniai születésű, fiatal Kulint. A császár még abban az évben meghalt és az utódlása miatti zűrzavarban III. Béla magyar király hadat üzent a birodalomnak, hogy visszaszerezze az elveszített balkáni birtokait. Kulin bán Bélának esküdött hűséget és közösen - Nemanja István szerb és Miroszláv humi fejedelemmel együtt - feldúlták Bizánc északnyugati határvidékét.
Kulin bán 24 éves uralkodása békét és prosperitást hozott a bánságra. 1189-ben ő adta ki az első bosnyák nyelvű, cirillbetűs dokumentumot, melyben kereskedelmi egyezményt kötött Raguzával. A 12. század végén Boszniában megerősödött a bogumil eretnekség, 1199-ben maga a bán és felesége is erre a hitre tért. 1200-ban menedéket adott a Spalatóból és Trauból elkergetett bogumiloknak. 1203-ban Vukan Nemanjić szerb nagyfejedelem eretnekséggel vádolta Kulint a pápa előtt. Imre király, mint hűbérura megparancsolta neki, hogy kergesse el a bogumilokat, aminek a bán eleget is tett és a pápai vizsgálóbizottságnak is a kedvében járt, megeskette a bosnyák egyházi vezetőket, hogy elismerik a katolikus egyház tanításait. A bogumil eretnekség azonban a későbbiekben is fennmaradt a bánságban. Kulin 1204-ben meghalt és fia, István (Stjepan Kulinić) vette át a helyét. István hithű katolikus volt és ezért népszerűtlen a bogumil tanok iránt fogékony köznép körében. 1232-ben Matej Ninoslav megdöntötte a hatalmát, ami miatt jelentősen megromlott a viszony Szerbiával, ugyanis Stjepan rokonságban állt a Nemanja-dinasztiával.

### Bosnyák keresztes hadjárat
1233-ban IX. Gergely pápa a bogumil gyanúba keveredett boszniai püspököt egy német egyházfival váltotta fel, akit a hívek nem akartak elfogadni. A feszültség egyre nőtt és 1234-ben a pápa keresztes hadjáratot hirdetett a bosnyák bogumilok ellen. II. András fiát, Kálmán herceget tette meg bosnyák bánnak, aki ezt továbbadta Ninoslav unokatestvérének, a katolikusságát fia túsznak adásával is bizonyító Prijezdának. Kálmán ezután a keresztes hadjárat élén öt évig harcolt Ninoslav ellen, aki egyedül Ragusától kapott segítséget. 1241-ben a tatárjárás miatt a boszniai hadjárat félbemaradt és Kálmán elesett a muhi csatában. Matej Ninoslav visszafoglalta a bánságot, Prijezda pedig Magyarországra menekült száműzetésbe.
1244-ben Matej beavatkozott a magyar koronához hű Trogir és a lázadó Spalato konfliktusába az utóbbi oldalán. Miután IV. Béla sereget küldött ellene és elfoglalta Spalatót, a bosnyák bán békét kötött, melyben elismerte a magyar király hűbérúri jogait és visszaadta a katolikus egyház javait Boszniában. 1247-ben IV. Ince pápa az eretnekség elterjedtsége miatt újabb boszniai keresztes hadjáratot fontolgatott, de Matej levelet írt neki és utána a Boszniába látogató pápai követet is meggyőzte arról, hogy az egyház lojális híve.

### Visszaállított magyar hegemónia

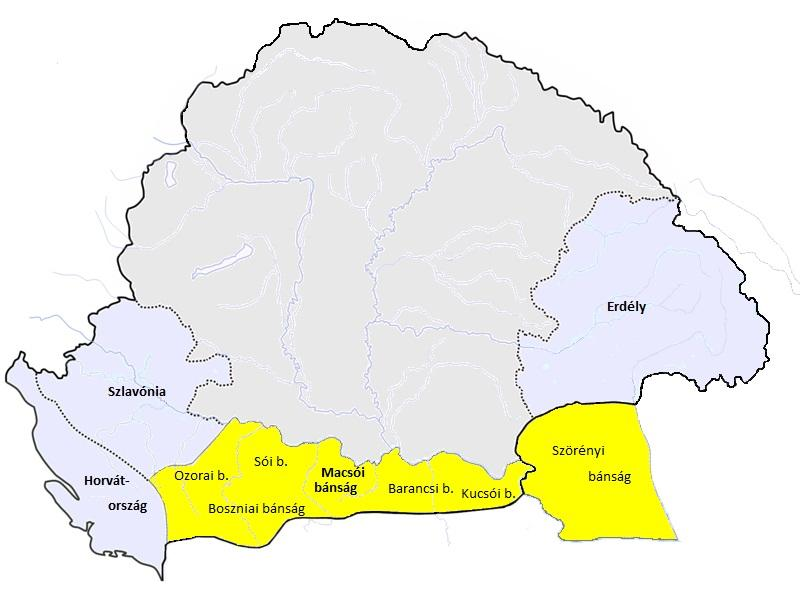
A Magyar Királyság a 13. század végén

1250-ben Matej meghalt és IV. Béla katonai erővel verve le fiai ellenállását, Prijezdát tette meg bosnyák bánnak. A király egyben leválasztotta Boszniáról az Ozorai és a Sói bánságot. 1254-ben a ráskai szerb fejedelem elleni háborúban a bosnyákok megszállták Humot, de az ezután kötött béke visszajuttatta azt a szerbeknek.

### A Kotromanicsok

A bosnyák bánság területi változásai

Prijezda 1287-es halála után fia, II. Prijezda lett a bán; a tisztséget egy ideig Kotromán Istvánnal (Stjepan Kotromanić) együtt töltötte be, majd halála után az utóbbi lett Bosznia uralkodója.
Az Árpád-ház kihalása utáni zűrzavarban a horvát Subicsok Bosznia nagy részét meghódították. I. István bán 1314-ben meghalt, családja Raguzába menekült. 1322-ben Károly Róbert király megtörte a Subicsok hatalmát és Boszniát visszaadta II. Kotromanics Istvánnak. István 1326-ban meghódította és birtokaihoz csatolta az addig szerb uralom alatt lévő Humot.
II. István 1353-ban halt meg, utóda 15 éves unokaöccse, Tvrtko lett. Az ő uralkodása alatt érte el Bosznia a fénykorát, sikeresen terjeszkedett Dalmáciában a szerbek rovására és 1377-ben királlyá koronázták.

## Fordítás
- Ez a szócikk részben vagy egészben  a   Banate of Bosnia című angol Wikipédia-szócikk ezen változatának fordításán alapul.  Az eredeti cikk szerkesztőit annak laptörténete sorolja fel. Ez a jelzés csupán a megfogalmazás eredetét és a szerzői jogokat jelzi, nem szolgál a cikkben szereplő információk forrásmegjelöléseként.